# Ignacy Kalaf
Ignacy Kalaf (ur. ?, zm. ?) – w latach 1455–1483 91. syryjsko-prawosławny Patriarcha Antiochii. 